# 전쟁의 사상자들
《전쟁의 사상자들》(Casualties Of War)은 미국에서 제작된 브라이언 드 팔마 감독의 1989년 전쟁, 드라마 영화이다. 마이클 J. 폭스 등이 주연으로 출연하였고 아트 린슨 등이 제작에 참여하였다. 1969년 다니엘 랭이 더 뉴요커에 투고한 192고지 사건에 대한 기사와 그에 잇따른 책은 이 영화의 주된 출전이다.

## 출연

### 주연
- 마이클 J. 폭스
- 숀 펜

### 조연
- 돈 하비
- 존 C. 라일리
- 존 레귀자모
- 에릭 킹
- 잭 괄트니
- 댄 마틴
- 빙 라메스
- 두이 두 레

## 기타
- 원작자: 다니엘 랭
- 공동제작: 프레드 C. 카루소
- 조감독: 프레드 C. 카루소
- 조감독: 브라이언 W. 쿡
- 미술: 울프 크로에거
- 의상: 리처드 브루노
- 배역: 린 스터마스터